# سمبات مارغريان
سمبات مارغريان (الأرمينية: Սմբատ Մարգարյան ؛ من مواليد 17 مارس، 1993 في يريفان، أرمينيا) هو رفع الأثقال الأرمني.
فاز مارغريان بميدالية برونزية في أولمبياد الشباب الصيفي لعام 2010.

## الروابط الخارجية
- سمبات مارغريان على موقع الاتحاد الدولي (الإنجليزية)
- سمبات مارغريان على موقع مشروع نتائج رفع الأثقال الدولية (الإنجليزية)
- سمبات مارغريان على موقع مشروع نتائج رفع الأثقال الدولية (الإنجليزية)
- سمبات مارغريان على موقع IAT Database Weightlifting (الألمانية)
- سمبات مارغريان على موقع IAT Database Weightlifting (الألمانية)
- سمبات مارغريان على موقع اللجنة الأولمبية الدولية (الإنجليزية)
- سمبات مارغريان على موقع أوليمبيديا (الإنجليزية)
- Smbat Margaryan at Lift Up